# Polisportiva Dinamo 2009-2010
La Polisportiva Dinamo 2009-2010, sponsorizzata Banco di Sardegna, ha preso parte al campionato professionistico italiano di Legadue.

## Roster
| Banco di Sardegna Sassari 2009/2010 | Banco di Sardegna Sassari 2009/2010 |
| Giocatori                           | Staff tecnico                       |
| ----------------------------------- | ----------------------------------- |

| N. | Naz.                                       | Ruolo | Nome                | Anno | Alt.   | Peso   |  |
| -- | ------------------------------------------ | ----- | ------------------- | ---- | ------ | ------ |  |
| 5  | Stati Uniti (bandiera) · Italia (bandiera) | P     | Tony Binetti        | 1983 | 184 cm | 83 kg  |  |
| 7  | Stati Uniti (bandiera)                     | G     | Marcelus Kemp       | 1984 | 196 cm | 100 kg |  |
| 8  | Italia (bandiera)                          | A     | Giacomo Devecchi    | 1985 | 196 cm | 87 kg  |  |
| 9  | Italia (bandiera)                          | G     | Alessandro Manca    | 1980 | 192 cm | 92 kg  |  |
| 10 | Stati Uniti (bandiera)                     | P     | Jason Rowe          | 1978 | 178 cm | 80 kg  |  |
| 11 | Italia (bandiera)                          | A     | Patrick Baldassarre | 1986 | 200 cm | 95 kg  |  |
| 17 | Italia (bandiera)                          | AC    | Francesco Conti     | 1983 | 205 cm | 100 kg |  |
| 18 | Italia (bandiera)                          | A     | Manuel Vanuzzo      | 1975 | 203 cm | 103 kg |  |
| 20 | Italia (bandiera)                          | AC    | Davide Colombo      | 1986 | 206 cm | 98 kg  |  |
| 33 | Rep. Ceca (bandiera)                       | C     | Jiří Hubálek        | 1982 | 208 cm | 105 kg |  |

| Allenatore                                                  |
| - Romeo Sacchetti                                           |
| Assistente/i                                                |
| - Ugo Ducarello - Claudio Cau Legenda - (C) Capitano Roster |

## Risultati
- Legadue:
  - stagione regolare: 3ª classificata su 16 squadre (18-12);
  - playoff: vincitrice contro Veroli Basket (3-1) e promossa in Serie A
- Coppa Italia: sconfitta in semifinale dal New Basket Brindisi